# Uwe Schmidt
Uwe Schmidt (27 de agosto de 1968, Fráncfort del Meno), también conocido como Atom Heart, Atom™ o Señor Coconut, entre otros seudónimos, es un compositor, músico y productor de música electrónica alemán, radicado en Chile. Se le tiene por padre del electrolatino, el electrogospel y el acitón (acid-reguetón).
Ha tenido numerosas participaciones en Grandes Festivales de Europa y Latinoamérica, Festival Rock al Parque, Primavera Sound, entre otros.

## Alias[2]
| - Almost Digital - Atom™ - Atom Heart - Atomu' Shinzo - Bass - Bi-Face - The Bitniks - Brown - Bund Deutscher Programmierer - CMYK - Coeur Atomique - Datacide (colaboración con Tetsu Inoue) - The Disk Orchestra - Don Atom - DOS Tracks - Dots - Dr Mueller - Dropshadow Disease - Erik Satin - Flanger (colaboración con Burnt Friedman) - Flextone - Fonosandwich | - Geeez 'N' Gosh - Gon (colaboración con Dandy Jack) - HAT (colaboración con Haruomi Hosono y Tetsu Inoue) - H. Roth - I - Interactive Music - Jet Chamber (colaboración con Pete Namlook) - Lassigue Bendthaus - LB - Le Diapason - Lisa Carbon - Lisa Carbon & Friends - The Lisa Carbon Trio - Los Negritos - Los Sampler's - Machine Paisley - Masters Of Psychedelic Ambiance (colaboración con Tetsu Inoue) - Midisport - Mike Mc Coy - Millennium - Mono™ - M/S/O | - +N (colaboración con Victor Sol) - Naturalist - Ongaku - Pentatonic Surprise - Pornotanz - Real Intelligence - The Roger Tubesound Ensemble - Schnittstelle - Second Nature (colaboración con Tetsu Inoue y Bill Laswell) - Semiacoustic Nature - Señor Coconut - Silver Sound - Slot - Softcore - Soundfields - Subsequence - Superficial Depth - Surtek Collective (colaboración con Original Hamster) - Synthadelic - Urban Primitivism - VSVN - Weird Shit |

## Discografía parcial

### Como Lassigue Bendthaus
- The Engineers Love (1988, N.G. Medien, Germany, Cassette Tape)
- Matter (1991, Parade Amoureuse, Germany, CD/LP)
- Matter (1st re-release) (1992, Contempo Records, Italy, CD)
- Cloned (1992, Contempo Records, Italy, CD/LP)
- Cloned:Binary (1992, Contempo Records, Italy, CD)
- Matter (2nd re-release) (1993, KK Records, Belgium, CD)
- Cloned (1st re-release) (1993, KK Records, Belgium, CD)
- Overflow (1994, KK Records, Belgium, MCD/12")
- Render (1994, KK Records, Belgium, CD/LP)
- Render (U.S. Remixes) (1994, KK Records, Belgium, CD/LP)

### Como Atom Heart, Tetsu Inoue y Bill Laswell
- Second Nature (1994)

### Como Atomu Shinzo
- Act (1993)

### Como Atom Heart
- Atom Heart & Pink Elln - Elektroniikkaa (1992)
- Datacide II (1993)
- Coeur Atomique (1993)
- Orange (1994)
- Live at Sel I/S/C (1994)
- +N - ex.s (1994) (con Victor Sol & Alain "Stocha" Baumann; aparece Chris & Cosey)
- +N - plane (1994) (con Victor Sol)
- Dots (1994)
- Softcore (1994)
- Aerial Service Area (1994) (con Victor Sol y Niko Heyduck)
- VSVN (1995)
- Mu (1995)
- Semiacoustic Nature (1995)
- Silver Sound 60 (1995)
- Bass (1995)
- Real Intelligence (1995)
- Machine Paisley (1996)
- Hat (1996)
- Brown (1996)
- Apart (1996)
- +N - built. (1996) (with Victor Sol)
- Gran Baile Con...Señor Coconut (1997)
- Digital Superimposing (1997)
- Schnittstelle (1998)

### Como Lisa Carbon
- Stereo Cocktail (1993, POD Communications, Germany, CD/LP)
- Stereo Cocktail" (U.S. release, entitled 'Experimental Post Techno Swing') (1993)
- Polyester (1995, Rephlex, U.K., CD/LP)
- Trio de Janeiro (1997, Rather Interesting, Germany, CD)
- Trio de Janeiro (1997, Daisy World Discs, Japan, CD)
- "Standards" (2003, Rather Interesting, Germany, CD)

### Como Flanger
- Templates (1999, Ntone, Cat. no: NTONECD33, CD)
- Midnight Sound (2000, Ntone, Cat. no: NTONECD40, CD)
- Inner Spacesuit (2001, Ninja Tune, Cat. no: ZEN12105, 12")
- Outer Space / Inner Space (2001, Ninja Tune, Cat. no: ZEN61/ZENCD61, 2xLP/CD)
- Spirituals (2005, Nonplace, Cat. no: NON18, CD)
- Nuclear Jazz (Templates/Midnight Sound) (2007, Nonplace, Cat. no: NON21, CD)

### Como Geeez 'N' Gosh
- My Life With Jesus (2000)
- Nobody Knows (2002)

### Como lb
- Pop Artificielle (2000)

### Como Bund Deutscher Programmierer
- Stoffwechsel (2000, Rather Interesting, Germany, CD)

### Como Señor Coconut ("y Su Conjunto", después "and his Orchestra")
1997 *El Gran Baile (1997, Rather Interesting, Germany, CD) / (1997, Akashic Records, Japan, CD) / (2001, Multicolor Records, Germany, CD) / (2001, Emperor Norton, U.S.A., CD/LP) / (2006, Third ear, Japan, CD)
2000 *El Baile Alemán (2000, Akashic Records, Japan, CD) / (2000,  Multicolor Records, Germany, CD/LP) / (2000, Emperor Norton, U.S.A., CD/LP) / (2000, New State Recordings, U.K., CD/LP) / (2001, Independent Records, México, CD) / (2001, EMI, Hong Kong, CD) / (2006, Third ear, Japan, CD)
2003 *Fiesta Songs (2003, Multicolor Records, Germany, CD/LP) / (2003, Emperor Norton Records, U.S.A., CD/LP) / (2003, Third ear, Japan, CD) / (2003, New State Recordings, U.K., CD/LP) / (2003, Naïve, France, CD) / (2003, Zakat, Russian Federation, CD) / (2004, EMI, Korea, CD) / (2004, Mutante Discos, Chile, CD) / (2004, Ping Pong, Brazil, CD)
2005 *Señor Coconut presents Coconut FM  (2005, Essay Recordings, Germany, CD)
2006 *Yellow Fever! (2006, Essay Recordings, Germany, CD) / (2006, Third-ear, Japan, CD and limited edition CD) / (2006, New State Recordings, U.K., CD)
2008 *Around the World (2008, Third ear, Japan, CD) / (2008, Essay Recordings, Germany, CD)

### Como The Disk Orchestra
- [k] (2001)

### Como Midisport
- 14 Footballers In Milkchocolate (2001)

### Como Dos Tracks
- :) (2002)

### Como Atom™
- CMYK (2005)
- iMix (2005)
- Re-invents the Wheel (2006)
- Son Of A Glitch (2007) (con Mikrosopht, Audiocrip, Original Hamster, The Machinist, and Yoshi)
- Liedgut (2009)
- Muster (2009)
- HD (2013)

### Como Los Negritos
- Speed-Merengue Mega-Mix 2005 (2005)

### Como Surtek Collective (con Original Hamster)
- "The Birth Of Aciton" (2007)